# Burucaca
Burucaca (Burucac, Borucac), pleme američkih jezične porodiceTalamancan, velika porodica chibchan, srodno Borucama, naseljeni nekada u unutrašnjosti istočne Kostarike. Ne smiju se pobrkati s plemenom Turucaca koji su živjeli sjeverno od zaljeva Golfo Dulce.